# Coulimer
Coulimer település Franciaországban, Orne megyében. Lakosainak száma 292 fő (2022. január 1.). Coulimer Saint-Jouin-de-Blavou, Courgeoût, La Mesnière, Parfondeval, Pervenchères és Saint-Quentin-de-Blavou községekkel határos.

## Népesség
A település népességének változása:
| Lakosok száma | 294  | 299  | 304  | 293  | 290  | 293  | 297  | 298  | 292  |
|               | 2013 | 2015 | 2016 | 2017 | 2018 | 2019 | 2020 | 2021 | 2022 |